# Чепачет (Род-Айленд)
Чепачет (англ. Chepachet) — переписна місцевість (CDP) в США, в окрузі Провіденс штату Род-Айленд. Населення — 1704 особи (2020).

## Географія
Чепачет розташований за координатами 41°54′39″ пн. ш. 71°39′44″ зх. д. / 41.91083° пн. ш. 71.66222° зх. д. (41.910813, -71.662125).  За даними Бюро перепису населення США в 2010 році переписна місцевість мала площу 14,47 км², з яких 14,16 км² — суходіл та 0,31 км² — водойми.

## Демографія
Згідно з переписом 2010 року, у переписній місцевості мешкало 1675 осіб у 666 домогосподарствах у складі 444 родин. Густота населення становила 116 осіб/км².  Було 707 помешкань (49/км²).
Расовий склад населення:
| - 97,0 % — білих - 0,8 % — азіатів - 0,1 % — корінних американців - 0,1 % — чорних або афроамериканців |

До двох чи більше рас належало 1,3 %. Частка іспаномовних становила 1,7 % від усіх жителів.
За віковим діапазоном населення розподілялося таким чином: 21,0 % — особи молодші 18 років, 64,6 % — особи у віці 18—64 років, 14,4 % — особи у віці 65 років та старші. Медіана віку мешканця становила 44,6 року. На 100 осіб жіночої статі у переписній місцевості припадало 101,3 чоловіків;  на 100 жінок у віці від 18 років та старших — 98,2 чоловіків також старших 18 років.
Середній дохід на одне домашнє господарство  становив 80 727 доларів США (медіана — 78 750), а середній дохід на одну сім'ю — 102 477 доларів (медіана — 90 583). Медіана доходів становила 51 205 доларів для чоловіків та 42 589 доларів для жінок. За межею бідності перебувало 6,4 % осіб, у тому числі 0,0 % дітей у віці до 18 років та 3,1 % осіб у віці 65 років та старших.
Цивільне працевлаштоване населення становило 920 осіб. Основні галузі зайнятості: освіта, охорона здоров'я та соціальна допомога — 22,9 %, роздрібна торгівля — 17,4 %, мистецтво, розваги та відпочинок — 15,9 %.